# Saison 4 de Star Butterfly
 (juillet 2019).
Si vous disposez d'ouvrages ou d'articles de référence ou si vous connaissez des sites web de qualité traitant du thème abordé ici, merci de compléter l'article en donnant les références utiles à sa vérifiabilité et en les liant à la section « Notes et références ».
Chronologie
Saison 3
Cet article recense la liste des épisodes de la quatrième saison de la série d'animation américaine Star Butterfly diffusée du 10 mars 2019 au 19 mai 2019 sur Disney Channel.
En France, elle est diffusée sur Disney XD en octobre 2019; puis en mars 2020 pour la seconde partie.

## Épisodes
| No. de série                                                                                                  | No. de saison | Titres                                                                                  | Réalisation                                                     | Scénario | Première diffusion | Première diffusion |
| --- | ------------- | --------------------------------------------------------------------------------------- | --------------------------------------------------------------- | --- | ------------------ | ------------------ |
| 57 | 1             | À la recherche de Moon Butterfly Folies                                                 | Dominic Bisignano & Sage Cotugno                                | Dominic Bisignano, Tyler Chen, Kristen Gish, Gina Gress, Aaron Hammersley, Amelia Lorenz, & Cassie Zwart       | 10 mars 2019       | 7 octobre 2019     |
| |               |                                                                                         |                                                                 | |                    |                    |
| 58 | 2             | Évasion Escape from the Pie Folk                                                        | Sage Cotugno & Brett Varon                                      | Dominic Bisignano, Tyler Chen, Madeleine Flores, Zach Marcus, Kenny Pittenger, & Nicolette Wood                | 10 mars 2019       | 8 octobre 2019     |
| |               |                                                                                         |                                                                 | |                    |                    |
| 59a | 3a            | Les souvenirs reviennent Moon Remembers                                                 | Brett Varon                                                     | Casey Crowe & Charlotte Jackson                                                                                | 17 mars 2019       | 18 octobre 2019    |
| |               |                                                                                         |                                                                 | |                    |                    |
| 59b | 3b            | Les caprices d'Eclipsa Swim Suit                                                        | Dominic Bisignano                                               | Amelia Lorenz & Kristen Gish                                                                                   | 17 mars 2019       | 18 octobre 2019    |
| |               |                                                                                         |                                                                 | |                    |                    |
| 60a | 4a            | Télégramme de rançon Ransomgram                                                         | Sage Cotugno                                                    | Gina Gress & Cassie Zwart                                                                                      | 17 mars 2019       | 10 octobre 2019    |
| |               |                                                                                         |                                                                 | |                    |                    |
| 60b | 4b            | Les foudres de Lady Lucitor Lake House Fever                                            | Brett Varon                                                     | Zach Marcus & Kenny Pittenger                                                                                  | 17 mars 2019       | 10 octobre 2019    |
| |               |                                                                                         |                                                                 | |                    |                    |
| 61a | 5a            | Statufiés Yada Yada Berries                                                             | Brett Varon                                                     | Casey Crowe & Charlotte Jackson                                                                                | 24 mars 2019       | 14 octobre 2019    |
| |               |                                                                                         |                                                                 | |                    |                    |
| 61b | 5b            | Nouvelle vie sans couronne Down by the River                                            | Sage Cotugno                                                    | Madeleine Flores & Nicolette Wood                                                                              | 24 mars 2019       | 14 octobre 2019    |
| |               |                                                                                         |                                                                 | |                    |                    |
| 62a | 6a            | L'émission de Tête de Licorne The Ponyhead Show!                                        | Dominic Bisignano                                               | Kristen Gish & Amelia Lorenz                                                                                   | 24 mars 2019       | 15 octobre 2019    |
| |               |                                                                                         |                                                                 | |                    |                    |
| 62b | 6b            | Première visite officielle Surviving the Spiderbites                                    | Sage Cotugno                                                    | Gina Gress & Cassie Zwart                                                                                      | 24 mars 2019       | 15 octobre 2019    |
| |               |                                                                                         |                                                                 | |                    |                    |
| 63a | 7a            | Liquidation Out of Business                                                             | Brett Varon                                                     | Zach Marcus & Kenny Pittenger                                                                                  | 31 mars 2019       | 16 octobre 2019    |
| |               |                                                                                         |                                                                 | |                    |                    |
| 63b | 7b            | Un monde chevelu Kelly's World                                                          | Sage Cotugno                                                    | Madeleine Flores & Nicolette Wood                                                                              | 31 mars 2019       | 16 octobre 2019    |
| - Invitée : Danielle Fishel (la bibliothécaire)                                                               |               |                                                                                         |                                                                 | |                    |                    |
| 64 | 8             | La malédiction de la lune rouge Curse of the Blood Moon                                 | Dominic Bisignano & Brett Varon                                 | Dominic Bisignano, Tyler Chen, Casey Crowe, Kristen Gish, Aaron Hammersley, Charlotte Jackson, & Amelia Lorenz | 31 mars 2019       | 17 octobre 2019    |
| |               |                                                                                         |                                                                 | |                    |                    |
| 65a | 9a            | La princesse quasar et la cloche magique Princess Quasar Caterpillar and the Magic Bell | Brett Varon                                                     | Zach Marcus & Kenny Pittenger                                                                                  | 7 avril 2019       | 21 octobre 2019    |
| |               |                                                                                         |                                                                 | |                    |                    |
| 65b | 9b            | Le fantôme du château butterfly Ghost of Butterfly Castle                               | Sage Cotugno                                                    | Gina Gress & Cassie Zwart                                                                                      | 7 avril 2019       | 22 octobre 2019    |
| |               |                                                                                         |                                                                 | |                    |                    |
| 66a | 10a           | Rencontre sportive Cornball!                                                            | Sage Cotugno                                                    | Madeleine Flores & Nicolette Wood                                                                              | 7 avril 2019       | 23 octobre 2019    |
| |               |                                                                                         |                                                                 | |                    |                    |
| 66b | 10b           | La leçon de météora Meteora's Lesson                                                    | Brett Varon                                                     | Casey Crowe & Charlotte Jackson                                                                                | 7 avril 2019       | 24 octobre 2019    |
| |               |                                                                                         |                                                                 | |                    |                    |
| 67a | 11a           | Chevalier Marco The Knight Shift                                                        | Dominic Bisignano                                               | Kristen Gish & Amelia Lorenz                                                                                   | 14 avril 2019      | 28 octobre 2019    |
| |               |                                                                                         |                                                                 | |                    |                    |
| 67b | 11b           | Queen-Napped L'enlèvement de la reine Eclipsa                                           | Sage Cotugno                                                    | Gina Gress & Cassie Zwart                                                                                      | 14 avril 2019      | 29 octobre 2019    |
| |               |                                                                                         |                                                                 | |                    |                    |
| 68a | 12a           | Le repaire de Janna Junkin' Janna                                                       | Brett Varon                                                     | Zach Marcus & Kenny Pittenger                                                                                  | 14 avril 2019      | 30 octobre 2019    |
| |               |                                                                                         |                                                                 | |                    |                    |
| 68b | 12b           | L'union des sorts fait la force A Spell with No Name                                    | Sage Cotugno                                                    | Madeleine Flores & Nicolette Wood                                                                              | 14 avril 2019      | 31 octobre 2019    |
| |               |                                                                                         |                                                                 | |                    |                    |
| 69a | 13a           | titre français inconnu A Boy and His DC-700XE                                           | Brett Varon                                                     | Casey Crowe & Charlotte Jackson                                                                                | 21 avril 2019      |                    |
| |               |                                                                                         |                                                                 | |                    |                    |
| 69b | 13b           | titre français inconnu The Monster and the Queen                                        | Dominic Bisignano                                               | Kristen Gish & Amelia Lorenz                                                                                   | 21 avril 2019      |                    |
| - Invité : Jaime Camil (Globgor)                                                                              |               |                                                                                         |                                                                 | |                    |                    |
| 70 | 14            | titre français inconnu Cornonation                                                      | Sage Cotugno                                                    | Madeleine Flores, Gina Gress, Ariel Vracin-Harrell, & Cassie Zwart                                             | 21 avril 2019      |                    |
| |               |                                                                                         |                                                                 | |                    |                    |
| 71a | 15a           | titre français inconnu Doop-Doop                                                        | Brett Varon                                                     | Kenny Pittenger & Matthew Yang                                                                                 | 28 avril 2019      |                    |
| - Invité : Justin Roiland (Doop-Doop)                                                                         |               |                                                                                         |                                                                 | |                    |                    |
| 71b | 15b           | titre français inconnu Britta's Tacos                                                   | Brett Varon                                                     | Casey Crowe & Charlotte Jackson                                                                                | 28 avril 2019      |                    |
| - Invitée : Jessica Paré (Chloe)                                                                              |               |                                                                                         |                                                                 | |                    |                    |
| 72a | 16a           | titre français inconnu Beach Day                                                        | Amelia Lorenz                                                   | Kristen Gish & Amelia Lorenz                                                                                   | 28 avril 2019      |                    |
| |               |                                                                                         |                                                                 | |                    |                    |
| 72b | 16b           | titre français inconnu Gone Baby Gone                                                   | Sage Cotugno                                                    | Gina Gress & Cassie Zwart                                                                                      | 28 avril 2019      |                    |
| - Invités : Isabella Gomez (Mariposa adolescente), Bryana Salaz (Meteora adolescente), Max Mittelman (Wyscan) |               |                                                                                         |                                                                 | |                    |                    |
| 73a | 17a           | titre français inconnu Sad Teen Hotline                                                 | Sage Cotugno                                                    | Madeleine Flores & Ariel Vracin-Harrell                                                                        | 5 mai 2019         |                    |
| |               |                                                                                         |                                                                 | |                    |                    |
| 73b | 17b           | titre français inconnu Jannanigans                                                      | Brett Varon                                                     | Kenny Pittenger & Matthew Yang                                                                                 | 5 mai 2019         |                    |
| - Invités : Desus Nice (Cornichons), The Kid Mero (Needles)                                                   |               |                                                                                         |                                                                 | |                    |                    |
| 74a | 18a           | titre français inconnu Mama Star                                                        | Tyler Chen & Brett Varon                                        | Casey Crowe & Charlotte Jackson                                                                                | 5 mai 2019         |                    |
| |               |                                                                                         |                                                                 | |                    |                    |
| 74b | 18b           | titre français inconnu Ready, Aim, Fire!                                                | Sage Cotugno                                                    | Gina Gress & Cassie Zwart                                                                                      | 5 mai 2019         |                    |
| |               |                                                                                         |                                                                 | |                    |                    |
| 75a | 19a           | titre français inconnu The Right Way                                                    | Tyler Chen & Brett Varon                                        | Kenny Pittenger & Matthew Yang                                                                                 | 12 mai 2019        |                    |
| |               |                                                                                         |                                                                 | |                    |                    |
| 75b | 19b           | titre français inconnu Here to Help                                                     | Dominic Bisignano                                               | Dominic Bisignano, Kristen Gish, & Amelia Lorenz                                                               | 12 mai 2019        |                    |
| |               |                                                                                         |                                                                 | |                    |                    |
| 76a | 20a           | titre français inconnu Pizza Party                                                      | Sage Cotugno                                                    | Madeleine Flores & Ariel Vracin-Harell                                                                         | 12 mai 2019        |                    |
| - Invitée : Gemma Whelan (Solaria Butterfly)                                                                  |               |                                                                                         |                                                                 | |                    |                    |
| 76b | 20b           | titre français inconnu The Tavern at the End of the Multiverse                          | Tyler Chen & Brett Varon                                        | Dominic Bisignano, Casey Crowe, & Charlotte Jackson                                                            | 12 mai 2019        |                    |
| |               |                                                                                         |                                                                 | |                    |                    |
| 77 | 21            | titre français inconnu Cleaved                                                          | Dominic Bisignano, Tyler Chen, Sage Cotugno, & Aaron Hammersley | Dominic Bisignano, Tyler Chen, Sage Cotugno, Kristen Gish, Gina Gress, Amelia Lorenz, & Cassie Zwart           | 19 mai 2019        |                    |
| |               |                                                                                         |                                                                 | |                    |                    |